# Länsmansgrund
Länsmansgrund med Västra landet är en ö i Åland (Finland). Den ligger i Skärgårdshavet och i kommunen Saltvik i landskapet Åland, i den sydvästra delen av landet. Ön ligger omkring 40 kilometer norr om Mariehamn och omkring 260 kilometer väster om Helsingfors.
Öns area är 42,1 hektar och dess största längd är 1,3 kilometer i nord-sydlig riktning. Ön höjer sig omkring 10 meter över havsytan.

## Delöar och uddar
- Länsmansgrund 60°26′35″N 20°09′46″Ö / 60.44315°N 20.16283°Ö
- Västra landet 60°26′38″N 20°09′26″Ö / 60.44383°N 20.15732°Ö
- Bodudden 60°26′43″N 20°09′54″Ö / 60.44524°N 20.16501°Ö (udde)